# Charles Mwando Nsimba
Charles Mwando Nsimba est un homme politique de la république démocratique du Congo né à Moba le 18 octobre 1936 et mort à Bruxelles le 12 décembre 2016, président du l'Union nationale de démocrates fédéralistes (UNADEF).

## Carrière
Charles Mwando Nsimba fut plusieurs fois ministre pendant la deuxième république entre 1965 et 1971 et gouverneur du Grand Kivu pendant 12 ans.
Il était ministre du Transport puis, depuis le 6 février 2007, ministre du Développement rural dans le gouvernement d'Antoine Gizenga. 
À partir du 26 octobre 2008, il est ministre de la Défense au sein du gouvernement d'Adolphe Muzito.
Selon le MLC, Charles Mwando Nsimba a la  nationalité belge depuis le 28 mai 2002. Cependant le Moniteur belge mentionné, citant sa naturalisation, ne liste pas son nom. Mais il est de fait de constater que le Moniteur belge du 28 mai 2002 a publié en date du 27 juin 2002 deux lois signées par le roi des Belges. Et dans l'une se trouve bel et bien mentionné monsieur Mwando Nsimba comme citoyen belge.
En septembre 2015, Mwando Nsimba démissionne de son poste de premier vice-président de l'Assemblée nationale pour protester contre le report continuel des élections par le président Joseph Kabila.